# Corona (diakritisch teken)
Een corona (Latijn: kroon) is een diakritisch teken in de vorm van een kleine cirkel op de a of de u.

## Å
Het teken å komt in het Deens, Noors en Zweeds voor en wordt in deze talen niet als een variant van de letter a maar als een aparte letter van het alfabet beschouwd. Het is dan ook ongebruikelijk om in verband met de Scandinavische talen van een corona te spreken. De å wordt in het Zweeds als een lange oo-klank uitgesproken (bijvoorbeeld als de oo in mooi); in andere talen als een o-klank (bijvoorbeeld de o in otter). Verder wordt de letter å in bepaalde varianten van de Samische taal en bij de weergave van dialecten gebruikt.
De alt-code voor de letter å is Alt+134, voor de letter Å is het Alt+143. Ook kennen diverse toetsenborden een eigen toetsencombinatie voor dit letterteken.

## Ů
Het teken ů komt tegenwoordig alleen in het Tsjechisch voor. De ů wordt als een lange oe-klank uitgesproken (bijvoorbeeld de oe in moer). Vroeger werd deze letter ook in het Litouws aangetroffen, maar tegenwoordig is zij door de combinatie uo vervangen.